# Птичья свадьба

Птичья свадьба на марке ГДР 1982 г.

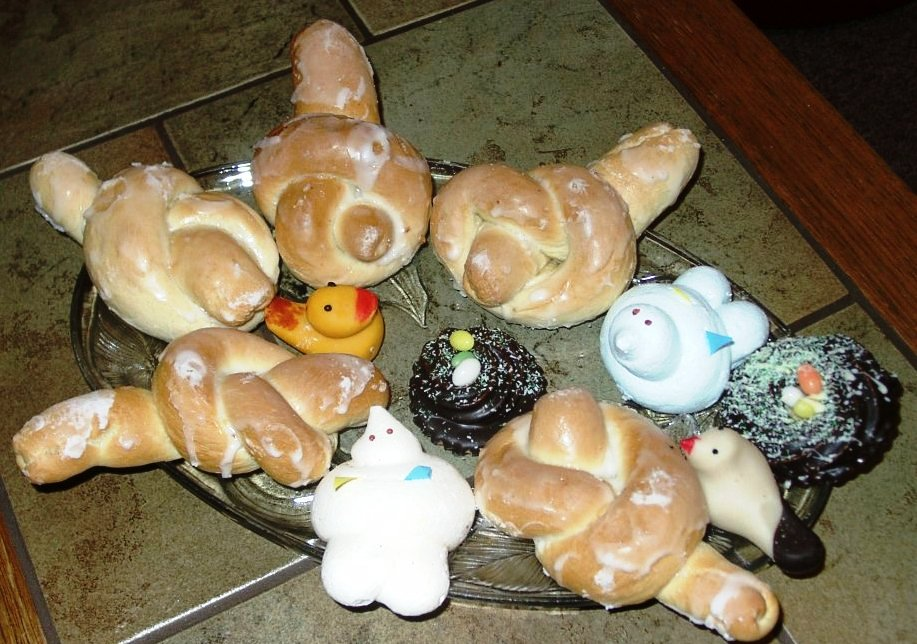
«Сроки» — печенье в виде птиц или гнёзд, покрытых сахарной глазурью.

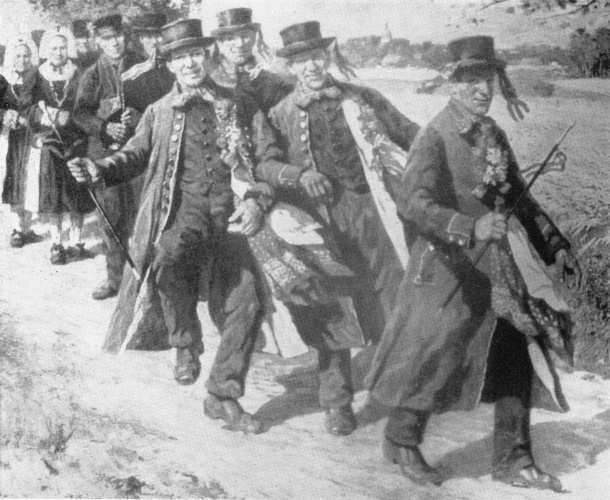
«Квасной поезд» (Kwasny ćah) или «свадебный» (Hochzeitszug), картина немецкого художника Вильяма Краузе, около 1905 года

«Птичья свадьба» (н.-луж. Ptaškowa swajźba, в.-луж. Ptači kwas, нем. Vogelhochzeit) — обычай лужицких сербов. Считается, что с 25 января после долгой зимы намечается весна, и первые птицы «справляют свадьбы», то есть вьют гнёзда и несут яйца.

## Обряд
Вечером, накануне 25 января дети выставляют на подоконник или перед дверью тарелку (раньше тарелку ставили на заре у сарая), чтобы птицы, которые в этот день празднуют свои свадьбы, принесли им сладости. Утром же дети обнаруживают печенье в виде птиц или птичьих гнёзд, покрытых сахарной глазурью, называемые «сроки» (Sroki, ср. русские Со́роки). Кроме печенья на тарелке могут оказаться кремовые гнёзда (кексы, покрытые слоем сливочного крема в форме гнезда, залитые тёмным шоколадом и с разноцветными сахарными фигурками посередине). Детям рассказывают, что сладости были принесены птицами в благодарность за то, что дети подкармливали их в зимние месяцы.
В некоторых детских садах и школах организуются «свадебные шествия» через деревню с шагающей впереди детской парой — сорокой и вороном. Сорока одета в платье и фату, Ворон — в смокинг и цилиндр. Другие дети надевают клювы из бумаги и плащи с крыльями, украшенные перьями. Шумная «свадебная процессия» проходит по улицам, и весь день проводят в танцах и пении.
Взрослые отмечали этот день вечером по корчмам и домам, откупоривали припасенную брагу или вино, а слегка захмелев, принимались петь и плясать под разудалую музыку.